# Списак епизода серије Бидаман: Унакрсна ватра
Бидаман: Унакрсна ватра (B-Daman Crossfire), односно Унакрсни борбени бидаман (クロスファイト ビーダマン, Kurosu Faito Bīdaman) у Јапану, анимирана је серија из 2011. године, базирана на франшизи играчака Бидаман. Хронолошки јој претходи Креш бидаман из 2006. године. 
Епизоде у јапанском оригиналу су краћег формата (11-12 минута), те су многе синхронизације, укључујући и наша, спојиле 52 преполовљене епизоде у 26 „пуних”. Српску синхронизацију радио је студио Облакодер, узевши за основу амерички превод. Серија се емитовала 2014. године на каналу Ултра. Као уводна и одјавна шпица коришћене су непреведене енглеске песме Victory и Hope, које је отпевао Ђовете Ривера.
Бидаман: Унакрсна ватра је прва од две сезоне у „Унакрсној саги“. Следи је Бидаман фајербласт. 

## Списак епизода
| Бр. еп. (Јапан) | Бр. еп. (синхр.) | Енглески наслов (титл) / Енглески наслов (синхр.) Јапански наслов | Српски наслов                | Премијера           |
| --------------- | ---------------- | ----------------------------------------------------------------- | ---------------------------- | ------------------- |
| 1               | 1                | / (これがビーダマン！？)                                          | Да ли си рекао... бидаман?   | 2. октобар 2011.    |
| 2               | 1                | / (これがクロスファイト！？)                                      | Да ли си рекао... бидаман?   | 9. октобар 2011.    |
| 3               | 2                | / (あいつがチャンピオン！？)                                      | Чекај мало! Он је шампион?!  | 16. октобар 2011.   |
| 4               | 2                | / (え？ファーストレコード！？)                                    | Чекај мало! Он је шампион?!  | 23. октобар 2011.   |
| 5               | 3                | / (ほえろ －アニマル！)                                           | Шта су то бидаман животиње?  | 30. октобар 2011.   |
| 6               | 3                | / (きめろトリプルショット！！！)                                  | Шта су то бидаман животиње?  | 6. новембар 2011.   |
| 7               | 4                | / (！ ウェストシティ！！)                                         | Пут, Западни град!           | 13. новембар 2011.  |
| 8               | 4                | / (３・・・２・・・１、クロスタッグファイト！)                    | Пут, Западни град!           | 20. новембар 2011.  |
| 9               | 5                | / (その名はレオージャ！)                                          | Зовем се Лео! Лео Громовник! | 27. новембар 2011.  |
| 10              | 5                | / (うなれブレイクショット！)                                      | Зовем се Лео! Лео Громовник! | 4. децембар 2011.   |
| 11              | 6                | / (いくぞ！メタルアクセル！！)                                    | Напада Драсијан Громовник!   | 11. децембар 2011.  |
| 12              | 6                | / (いけ！スーパーショット！！)                                    | Напада Драсијан Громовник!   | 18. децембар 2011.  |
| 13              | 7                | / (誰だ？ 謎のレッドドラゴン使い…)                                | Долазак Црвеног Змаја        | 25. децембар 2011.  |
| 14              | 7                | / (え！？アイツが転校生？)                                        | Долазак Црвеног Змаја        | 8. јануар 2012.     |
| 15              | 8                | / (龍虎合体 パーフェクト＝ドラグレン！)                           | Моћни Драгрен!               | 15. јануар 2012.    |
| 16              | 8                | / (最強のコントロールタイプ・・・)                                | Моћни Драгрен!               | 22. јануар 2012.    |
| 17              | 9                | / (これがブレイクボンバー！？)                                    | (непознато)                  | 29. јануар 2012.    |
| 18              | 9                | / (イースト ウェスト！)                                           | (непознато)                  | 5. фебруар 2012.    |
| 19              | 10               | / (楽しいビーダキャンプ！)                                        | Авантура на излету           | 12. фебруар 2012.   |
| 20              | 10               | / (赤き龍の正体！)                                                | Авантура на излету           | 19. фебруар 2012.   |
| 21              | 11               | / (友情のブレイクボンバー！)                                      | Судбоносна борба!            | 26. фебруар 2012.   |
| 22              | 11               | / (無敵のドラゴンタッグ！！)                                      | Судбоносна борба!            | 4. март 2012.       |
| 23              | 12               | / (誰だ？イーストチャンピオン！)                                  | Шампион истока               | 11. март 2012.      |
| 24              | 12               | / (３、２、１…Ｂ -ファイナル！)                                     | Шампион истока               | 18. март 2012.      |
| 25              | 13               | / (開催！統一チャンピオン決定戦)                                  | Ко је најбољи од свих?       | 25. март 2012.      |
| 26              | 13               | / (激闘の果てに…)                                                 | Ко је најбољи од свих?       | 1. април 2012.      |
| 27              | 14               | / (え？まさかクロスファイトが！)                                  | Нови почетак                 | 8. април 2012.      |
| 28              | 14               | / (新たな開幕！ビーダマン戦国時代)                                | Нови почетак                 | 15. април 2012.     |
| 29              | 15               | / (比類なきジャッカー！)                                          | Паун напада                  | 22. април 2012.     |
| 30              | 15               | / (激闘！イースト)                                                | Паун напада                  | 29. април 2012.     |
| 31              | 16               | / (集まれ！未来のビーダーたち)                                    | Велико окупљање!             | 6. мај 2012.        |
| 32              | 16               | / (アスカと勝負!!ブレイクボンバー)                                | Велико окупљање!             | 13. мај 2012.       |
| 33              | 17               | / (バースト！ウェスト開幕)                                        | Дивљи, дивљи запад           | 20. мај 2012.       |
| 34              | 17               | / (ボンバー！勝つのはどっちだ!?)                                  | Дивљи, дивљи запад           | 27. мај 2012.       |
| 35              | 18               | / (ブリザードの決闘…)                                             | Северни лед                  | 3. јун 2012.        |
| 36              | 18               | / (雪の夜の対決！ジャッカードラゼロス)                            | Северни лед                  | 10. јун 2012.       |
| 37              | 19               | / (遺跡の中はミステリー…)                                         | Тајанствене рушевине         | 17. јун 2012.       |
| 38              | 19               | / (伝説のドラゴンタイプ！)                                        | Тајанствене рушевине         | 24. јун 2012.       |
| 39              | 20               | / (ドラゴルド参戦！ノース)                                        | Драголд напада               | 1. јул 2012.        |
| 40              | 20               | / (戦慄！ゴールドドラゴンの力)                                    | Драголд напада               | 8. јул 2012.        |
| 41              | 21               | / (打倒！スマッシュ・ドラゴルド)                                  | Уништење вреба               | 15. јул 2012.       |
| 42              | 21               | / (絆のダブル・ショット!!)                                        | Уништење вреба               | 22. јул 2012.       |
| 43              | 22               | / (追え！謎の秘境ビーダマン)                                      | Скривено у џунгли            | 29. јул 2012.       |
| 44              | 22               | / (ミステリー！超古代ビーダマンの謎)                              | Скривено у џунгли            | 5. август 2012.     |
| 45              | 23               | / (必殺のドラゴニック・ハンマー！)                                | Моћни маљ разбија            | 12. август 2012.    |
| 46              | 23               | / (聖ナルチカラが呼ぶ奇跡)                                        | Моћни маљ разбија            | 19. август 2012.    |
| 47              | 24               | / (ヒートアップ！リュウジ暴走!!)                                  | Пазите, Руди је побеснео     | 26. август 2012.    |
| 48              | 24               | / (激ファイト！ナオヤリュウジ)                                    | Пазите, Руди је побеснео     | 2. септембар 2012.  |
| 49              | 25               | / (完全なる龍王！)                                                | (непознато)                  | 9. септембар 2012.  |
| 50              | 25               | / (真っ向勝負！ドラシアンドラグレン!!)                            | (непознато)                  | 16. септембар 2012. |
| 51              | 26               | / (いくぞ！ファイナルマッチ)                                      | Коначни обрачун              | 23. септембар 2012. |
| 52              | 26               | / (決着！クロスファイト新世紀)                                    | Коначни обрачун              | 30. септембар 2012. |